# 下新倉
下新倉（しもにいくら）は、埼玉県和光市の町名および大字。現行行政地名は下新倉一丁目から六丁目および大字下新倉。郵便番号は351-0111。

## 地理
和光市の北東部に位置し、一部が東京都練馬区と隣接する。白子川が下新倉六丁目の都県境を流れる。また、下新倉二丁目と三丁目の境を谷中川が流れ、武蔵野台地を開析する。市街地は住居表示実施により丁目に分かれているが、荒川河川敷の部分には大字が残る。宅地化が進んでおり、2016年には新たに下新倉小学校が開校した。

### 地価
住宅地の地価は2017年（平成29年）1月1日の公示地価によれば下新倉2-19-23の地点で28万3000円/m2となっている。

## 歴史
かつては江戸期より存在した新座郡野方領に属する下新倉村であった。

### 沿革
- はじめは幕府領で、寛永期頃より知行は旗本酒井氏[4]。
- 1889年（明治22年）4月1日 - 町村制施行によって下新倉、白子の2箇村が合併し、新座郡白子村が成立。白子村の大字下新倉となる。
- 1896年（明治29年）3月29日 - 新座郡の北足立郡への編入に伴い、所属郡が北足立郡となる。
- 1943年（昭和18年）4月1日 - 白子村と新倉村と合併し、大和町が成立。大和町の大字となる。
- 2004年（平成16年）11月1日 - 大字白子の全域及び大字下新倉、大字新倉の各一部から下新倉一丁目〜六丁目が成立。

## 世帯数と人口
2017年（平成29年）10月1日現在の世帯数と人口は以下の通りである。
| 丁目         | 世帯数    | 人口     |
| ------------ | --------- | -------- |
| 下新倉一丁目 | 561世帯   | 731人    |
| 下新倉二丁目 | 1,597世帯 | 3,411人  |
| 下新倉三丁目 | 1,339世帯 | 2,915人  |
| 下新倉四丁目 | 1,512世帯 | 3,708人  |
| 下新倉五丁目 | 890世帯   | 1,780人  |
| 下新倉六丁目 | 20世帯    | 30人     |
| 計           | 5,919世帯 | 12,575人 |

## 小・中学校の学区
市立小・中学校に通う場合、学区は以下の通りとなる。
| 丁目         | 番地                                                                                          | 小学校               | 中学校             |
| ------------ | --------------------------------------------------------------------------------------------- | -------------------- | ------------------ |
| 下新倉一丁目 | 1〜3番                                                                                        | 和光市立北原小学校   | 和光市立第二中学校 |
| 下新倉一丁目 | その他                                                                                        | 和光市立北原小学校   | 和光市立大和中学校 |
| 下新倉二丁目 | 1〜2番、10〜17番、19〜23番 29～33番（29番5号を除く） 34番、35番（共に市道4015号線以西の区域） | 和光市立北原小学校   | 和光市立大和中学校 |
| 下新倉二丁目 | 41〜53番                                                                                      | 和光市立白子小学校   | 和光市立大和中学校 |
| 下新倉二丁目 | その他                                                                                        | 和光市立新倉小学校   | 和光市立大和中学校 |
| 下新倉三丁目 | 1〜7番                                                                                        | 和光市立新倉小学校   | 和光市立大和中学校 |
| 下新倉三丁目 | その他                                                                                        | 和光市立白子小学校   | 和光市立大和中学校 |
| 下新倉四丁目 | 1〜4番、18〜20番                                                                              | 和光市立新倉小学校   | 和光市立大和中学校 |
| 下新倉四丁目 | その他                                                                                        | 和光市立下新倉小学校 | 和光市立大和中学校 |
| 下新倉五丁目 | 全域                                                                                          | 和光市立下新倉小学校 | 和光市立大和中学校 |
| 下新倉六丁目 | 全域                                                                                          | 和光市立下新倉小学校 | 和光市立大和中学校 |

## 交通

### 道路
- 東京外環自動車道
- 東京都道・埼玉県道68号練馬川口線（笹目通り）
- 埼玉県道88号和光インター線（水道道路）
- 昭和通り[6]

## 施設
- 和光市立下新倉小学校
- 新倉幼稚園[6]
- 壹鑑寺
- 妙典寺
- 氷川八幡神社
- 和光病院
- レインボーモータースクール
- 新倉ふるさと民家園
- やとじま公園